# Шулявка (струмок)
Шулявка (Шулявиця) — струмок у Києві, в місцевостях Казенні Дачі та Караваєві Дачі, ліва притока Либеді. Потяжність — близько 2,6 км.

## Опис
Починається у колекторі поблизу перетину проспекту Берестейського та вулиці Гарматної. Далі річка протікає під територією заводу "ПКМЗ", повертає на південь і тече вздовж вулиці Гетьмана до перетину з вулицею Олекси Тихого (там про струмок нагадує невелика улоговина). Далі Шулявський струмок повертає на схід і тече вздовж вулиці Олекси Тихого до вулиці Борщагівської і перетнувши цю вулицю, впадає у Либідь.
Повністю протікає у колекторі. Колектор у кінцевій частині має ширину 3 м і висоту 1 м.